# Liste der Kulturgüter in Corsier-sur-Vevey
Die Liste der Kulturgüter in Corsier-sur-Vevey enthält alle Objekte in der Gemeinde Corsier-sur-Vevey im Kanton Waadt, die gemäss der Haager Konvention zum Schutz von Kulturgut bei bewaffneten Konflikten, dem Bundesgesetz vom 20. Juni 2014 über den Schutz der Kulturgüter bei bewaffneten Konflikten sowie der Verordnung vom 29. Oktober 2014 über den Schutz der Kulturgüter bei bewaffneten Konflikten unter Schutz stehen.
Objekte der Kategorien A und B sind vollständig in der Liste enthalten, Objekte der Kategorie C fehlen zurzeit (Stand: 1. Januar 2023).

## Kulturgüter
| Foto |                                                                            | Objekt | Kat. | Typ | Standort                               | Beschreibung |
| ---- | -------------------------------------------------------------------------- | --- | ---- | --- | -------------------------------------- | ------------ |
| ja   | Datei hochladen · Wikidata zu Café de la Place (Q2932987)                  | Café de la Place KGS-Nr.: 06021 | A    | G   | Place du Temple 5 554140 / 146753      |              |
| ja   | Datei hochladen · Wikidata zu Manoir de Ban (Q3286151)                     | Manoir de Ban (Herrenhaus und Park) / Manoir de Ban (maison de maître et parc) KGS-Nr.: 06022 | A    | G   | Route de Fénil 2 554902 / 147293       |              |
| BW   | Datei hochladen · Wikidata zu Winzerhaus (Q29890708)                       | Winzerhaus / Maison vigneronne KGS-Nr.: 06023 | B    | G   | Rue du Château 2 554193 / 146702       |              |
| ja   | Datei hochladen · Wikidata zu Reformierte Kirche Saint-Maurice (Q14654409) | Reformierte Kirche Saint-Maurice / Église réformée Saint-Maurice KGS-Nr.: 06024 | B    | G   | Route de l’Esplanade 2 554150 / 146720 |              |
| BW   | Datei hochladen · Wikidata zu (Q29890711)                                  | Gemeindehaus / Maison de commune KGS-Nr.: 14594 | B    | G   | Rue du Château 4 554224 / 146700       |              |
| BW   | Datei hochladen · Wikidata zu (Q29890710)                                  | Herrenhaus mit Landhaus, Anbau, alter Scheune und Stallungen, zwei Gartenkabinetten, Springbrunnen, Teich und Park / Maison de maître avec maison paysanne, annexe, ancienne grange et écurie, deux cabinets de jardin, fontaine, bassin et parc KGS-Nr.: 14595 | B    | G   | Rue du Château 6 554422 / 146710       |              |
| BW   | Datei hochladen · Wikidata zu Pfarrhaus (Q29890706)                        | Pfarrhaus / Cure KGS-Nr.: 14596 | B    | G   | Place du Temple 4 554115 / 146711      |              |
| BW   | Datei hochladen · Wikidata zu Winzerhaus (Q29890715)                       | Winzerhaus / Maison vigneronne KGS-Nr.: 14597 | B    | G   | Route de Corseaux 2 554133 / 146764    |              |
| BW   | Datei hochladen · Wikidata zu (Q29890713)                                  | Herrenhaus / Maison de maître KGS-Nr.: 14598 | B    | G   | Rue du Château 8 554175 / 146749       |              |